# بیلی کی
بیلی کی (انگلیسی: Billy Kay؛ زادهٔ ۱۰ آوریل ۱۹۸۵) هنرپیشه، و بازیگر تلویزیون اهل ایالات متحده آمریکا است. وی از سال ۱۹۹۰ میلادی تاکنون مشغول فعالیت بوده‌است.
از فیلم‌ها یا برنامه‌های تلویزیونی که وی در آن نقش داشته‌است می‌توان به هالووین: رستاخیز، ال.آی.ای. و نبرد شیکر هایتس اشاره کرد.